# Eclissi solare del 17 giugno 1909
L'eclissi solare del 17 giugno 1909, di tipo Ibrida, è un evento astronomico che ha avuto luogo il suddetto giorno attorno alle ore 23:18 UTC. L'evento ha avuto un'ampiezza massima di 51 chilometri e una durata di 24 secondi.
L'eclissi del 17 giugno 1909 è stata la prima eclissi solare nel 1909 e la ventesima nel XX secolo. La precedente eclissi solare ebbe luogo il 23 dicembre 1908, la seguente il 12 dicembre 1909.
Questo evento è un ibrido, che inizia e finisce come un'eclissi anulare. Il percorso della totalità ha attraversato la Russia centrale, l'Oceano Artico, l'isola nord-orientale di Ellesmere in Canada e la Groenlandia; la fase di anularità ha attraversato la Siberia meridionale in Russia (ora nel Kazakistan nord-orientale e nella Russia meridionale) e la Groenlandia meridionale.

## Percorso e visibilità
L'evento si  manifestato all'alba locale nell'est del Kazakistan il 18 giugno in fase anulare; in seguito la pseudo umbra si è diretta a nord-est nel Territorio dell'Altaj per poi passare alla fase di eclissi totale.
L'ombra ha attraversato la Siberia da nord est e gradualmente verso nord; dopo essere entrata nell'Oceano Artico ha raggiunto la sua massima eclissi a circa 460 chilometri a nord-est dell'isola Isola Komsomolec (Lega della Gioventù Comunista). Successivamente, l'umbra ha attraversato la Linea internazionale del cambio di data  e si è volta gradualmente a sud-est, attraversando la parte nord orientale dell'isola di Ellesmere, la Groenlandia nord-occidentale, la parte più settentrionale del Canada e attraversando la parte orientale della baia di Baffin ha attraversato la regione meridionale della Groenlandia.
Prima di entrare nell'oceano l'eclissi totale è divenuta di nuovo un'eclissi ad anello e poco dopo aver lasciato la Groenlandia il 17 giugno locale, a causa del passaggio della linea di cambio data, l'evento è scemato a circa 50 chilometri nelle acque del nord Atlantico.

## Eclissi correlate

### Eclissi solari 1906 - 1909
Questa eclissi è un membro di una serie semestrale. Un'eclissi in una serie semestrale di eclissi solari si ripete approssimativamente ogni 177 giorni e 4 ore (un semestre) in nodi alternati dell'orbita della Luna.

### Ciclo di Saros 145
Questa eclissi solare fa parte del ciclo di Saros 145, che si ripete ogni 18 anni, 11 giorni, 8 ore e contenente 77 eventi. La serie iniziò con un'eclissi solare parziale il 4 gennaio 1639 e raggiunse una prima eclissi anulare il 6 giugno 1891. Vi fu un evento ibrido il 17 giugno 1909 ed eventi di eclissi totali dal 29 giugno 1927 al 9 settembre 2648. La serie termina al membro 77 con un'eclissi parziale il 17 aprile 3009. L'eclissi più lunga si verificherà il 25 giugno 2522, con una durata massima totale di 7 minuti e 12 secondi. Tutte le eclissi di questa serie si verificano nel nodo ascendente della Luna.